# كورجون عريض
كورجون عريض (الاسم العلمي:Coregonus nasus) (بالإنجليزية: Broad whitefish)‏ هو نوع من الأسماك يتبع جنس الكورجون من فصيلة سمك السلمون.